# 桜蔭中学校・高等学校
桜蔭中学校・高等学校（おういんちゅうがっこう・こうとうがっこう、英語: Oin Junior and Senior High School ）は、東京都文京区本郷に所在し、中高一貫教育を提供する私立女子中学校・高等学校。
高校からの入学者を募集していない完全中高一貫校。

## 概要
1924年（大正13年）、東京女子高等師範学校（現：お茶の水女子大学）の同窓会「櫻蔭会」により設立。国立女子高等教育校の卒業生の力で設立した学校としては国内で初であり、女子にも価値の高い教育を行うべく、「礼と学びの心」を創立の精神として、桜蔭会の寄付と手で設立された中等教育校である。東京女子高等師範学校（現：お茶の水女子大学）の伝統を受け継ぎ、学問を尊ぶ姿勢は初代校長後閑菊野の言葉「学べや学べ、やよ学べ」にも現れている。
初代校長後閑菊野は桜蔭会より選出、後閑は昭和天皇の皇后、香淳皇后の教育係も務めていた。
中学、高校で「礼法」の授業がある。聡明で思いやりのある、多方面で活躍できる女性の育成を目指している。

## 進路
毎年多くの生徒が東京大学をはじめとする首都圏の難関大学に合格している。また、医学部など医歯薬系学部への合格者も多い。

## 沿革
桜蔭学園は1924年（大正13年）、関東大震災の翌年に創設された。現校地には東京女子高等師範学校（現：お茶の水女子大学）桜蔭会（同窓会組織）の寄宿舎が建っていたが、大震災によって焼け野原となった。当時桜蔭会の会員はわずか2800人であったが、その直後に桜蔭会は教諭である会員に全国から寄付を呼びかけ、女子教育の理想を実現し、社会に恩返しをしようと本校が設立された。
当時はまだ女性の地位が低く、あるのは師範学校、裁縫学校、実学や語学教育ばかりで、大学への道は開かれていなかった。そのような中で、本格的に女子に高等教育の門戸を広げたいと考え設立された。設立当時は、職業訓練を主とした「実務学校」としての性格が強かったという。
女性の手による女性のための学校とし、初代校長は桜蔭会会員による選挙で選ばれた。初代校長後閑菊野は校訓「勤勉・温雅・聡明であれ」など現在の素地を作り上げた。
東京女子高等師範学校は設立から日本の女子教育界をリードしてきた高等教育校であり、その中等教育校である桜蔭は、開学時から優秀な教師を集めることができた。現在でも教員にはお茶の水女子大学出身が多く、男性教員は数名程度である。また、ベテラン教員が多い。
その結果、大学や病院の多い文京区に住む医師や教員など高学歴層の子女が、桜蔭に入学した。
創立時より「礼と学び」を建学の精神とし、華美に走ることなく、高い品性と学識を磨くことを一貫して実践する女子中等教育を行っている。
近年新校舎が竣工したが、創立時より所在する本館も大切に使い続けられている。制服は開校当初から現在まで変わらず、丸襟の白ブラウスに紺色のブレザーとジャンパースカートで、紺色の腰紐を特徴としている。

## 年表
- 1924年3月 - 桜蔭女学校を設立。
- 1926年4月23日 - 5年制桜蔭高等女学校を設立。創立記念日。
- 1930年3月 - 財団法人桜蔭高等女学校を設立。
- 1931年3月 - 校歌制定。作詞は東京女子高等師範学校長の吉岡郷甫、作曲は東京音楽学校教授の信時潔。
- 1945年4月 - 空襲により校舎の4分の3を焼失。
- 1947年
  - 3月 - 桜蔭高等女学校専攻科（国語・英語）を設置。
  - 4月 - 学制改革により、桜蔭中学校（450名9学級）を設置。
- 1948年3月 - 学制改革により、桜蔭高等学校（普通科600名）を設置。
- 1950年3月 - 桜蔭高等学校専攻科を廃止。
- 1951年1月 - 学校法人桜蔭学園を設立。
- 1960年4月 - 桜蔭中学校、生徒定員600名に増員。
- 1971年4月 - 桜蔭中学校、生徒定員750名に増員。
- 1974年4月 - 桜蔭高等学校、生徒定員750名に増員。
- 2018年4月 - 募集定員を240名から235名に変更する。

## 歴代校長
出典：
1. 後閑菊野
2. 宮川ヒサ
3. 木村都
4. 赤星秀子
5. 青柳萬里子
6. 膳惠子
7. 佐々木和枝
8. 齊藤由紀子

## 施設
- 本館 - 1931年（昭和6年）竣工。スパニッシュ様式[12][13]。
  - 校長室、事務室、保健室、礼法室、被服室、旧講堂
- 東館
  - 普通教室（高2-高3）
  - 天体観測ドーム
    - 天体望遠鏡
    - プラネタリウム

  - 体育館
  - 物理室、化学室、生物室、美術室、音楽室、調理室、コンピュータ室
  - 温水プール（地下）
- 講堂
- 西館 - 2004年竣工。地下3階、地上6階建て。
  - 普通教室（中1-高1）
  - 図書室
  - コンピュータ室、書道室
  - 体育館

### 校外施設
- ひばりが丘運動場（西東京市ひばりが丘）
- 浅間山荘（群馬県吾妻郡長野原町北軽井沢）

## 制服
制服は丸襟の白ブラウスに紺色のブレザーとジャンパースカートで、腰には紺色の腰紐を締める。夏は半袖ブラウスに、スカートは素材が薄くなり、色もやや薄くなる。ジャンパースカートのみの着用の際には左胸に校章を付ける。冬はスカートの上に学校指定のoinという赤い刺繍入りのセーターや、ブレザーを着る。ブレザー着用の場合はブレザーの左胸にあるポケットに校章を付ける。衣替え時期の規定はなく、夏冬の制服の組み合わせであれば自由。様々な正式な式典の際には正装として校章の付いたブレザーの着用と黒長靴下（黒タイツ）を履くことが義務付けられている。校章は、桜の模様で、桜の中に旧字で櫻蔭と書かれている。大小2種類がある。小さい方は襟章で、冬用コートまたはレインコートの襟に付ける。2021年秋からはスラックスも選択できるようになった。

## カリキュラム
1学年5クラス。クラス替えは毎年行う。中3から高3は担任団を結成して持ち上がっていく。成績順位は出さない。
高2から文系・理系に分かれる。高2から数学と英語は習熟度別授業となる。ただし本人が希望するクラスとなる。
- 「自由研究」（中学3年）

3年間の自己研鑚として、各自が興味を持っていることを論文で提出し、校内展示、生徒・保護者対象の研究発表会で発表を行う。4月からテーマを決めて調査研究し、夏休み明けに提出する。全員分の論文の要約が1冊の本にまとめられる。
- 「総合的な学習の時間」（中1～高2）
- 「礼法」（中1、高2）

## 年間行事
文化祭
9月に開催される。桜蔭では中1から高2まで全員がどこかのクラブに所属するため、文化祭では有志団体の活動を除きクラブごとに参加する。中3から高2で構成される文化祭企画委員が中心となり、総務、広報、庶務、会計、後夜祭、プログラム、装飾、展示、模擬店などの各実行委員会が1学期から活動している。
体育大会
5月にひばりが丘運動場（西東京市）で行われる。中1から高3までが5色のクラスカラー毎に縦割りの5つのチームに分かれて優勝を目指す。
浅間山荘合宿
中1と高1は夏期休暇中に浅間山荘へ合宿へ行く（中1は2泊3日、高1は3泊4日）。自然に親しむことを目的とする。ハイキングにキャンプファイヤーなどが行われる。
修学旅行
10月に、中3は東北へ3泊4日、高2は京都・奈良へ4泊5日で行く。

## 交通
| 路線名                 | 最寄り駅     | 徒歩所要時間 |
| ---------------------- | ------------ | ------------ |
| 都営三田線             | 水道橋駅     | 5分          |
| JR中央・総武線各駅停車 | 水道橋駅     | 7分          |
| 東京メトロ丸ノ内線     | 本郷三丁目駅 | 8分          |
| 都営大江戸線           | 本郷三丁目駅 | 9分          |
| 東京メトロ南北線       | 後楽園駅     | 10分         |

## 部活動
- バスケットボール部I・II
- バレーボール部I・II
- 卓球部I・II
- 水泳部
- リズム水泳部
- ダンス部
- 文学部
- かるた部
- 社会科部
- 数学部
- 化学部
- 物理部
- 生物部
- 天文気象部
- 英会話部
- 英語劇部
- 管弦楽部
- 合唱部
- 軽音楽部（高校のみ）
- クイズ同好会（高校のみ）
- 美術部
- 書道部
- 家庭科部料理班
- 家庭科部手芸班
- 花道部
- 茶道部
- ボランティア部
- 写真部
- 演劇部
- 放送部
- 新聞部

## 著名な卒業生

### 政治家・官僚・弁護士
- 猪口邦子 - 参議院議員（自民党）、元衆議院議員、少子化・男女共同参画担当大臣。上智大学法学部教授、前軍縮会議日本政府代表部特命全権大使 ※中学のみ在籍、高校はConcord Academy校
- 豊田真由子 - 元衆議院議員（無所属）、元厚生労働官僚
- 山田美樹 - 衆議院議員（自民党）
- 水島広子 - 精神科医、元衆議院議員（民主党）
- 宗像直子 - 特許庁長官、経産官僚
- 定塚由美子 - 労働・厚生労働官僚
- 林原由佳 - 弁護士、薬剤師、元衆議院議員（無所属）
- 松山遙 - 弁護士
- 土井香苗 - 弁護士
- 大野志保 - 弁護士
- 井坂和香子 - 弁護士

### 学者
- 秋元奈穂子 - 立教大学法学部准教授
- 大槻奈那 - 金融アナリスト、名古屋商科大学大学院教授
- 佐藤宗子 - 比較文学者・児童文学研究者、千葉大学名誉教授
- 加藤陽子 - 歴史学者、東京大学大学院人文社会系研究科教授
- 内海朋子 - 法学者、横浜国立大学大学院教授
- 秋永一枝 - 日本語学者、早稲田大学名誉教授
- 平山満紀 - 社会学者、明治大学文学部准教授
- 藤垣裕子 - 科学論・科学技術社会論研究者、東京大学教授
- 弓削昭子 - 法政大学教授、元国連開発計画駐日代表兼総裁特別顧問、同NY本部管理局長（女性初）※中学1年のみ在籍
- 上川内あづさ - 脳科学者、名古屋大学大学院理学研究科教授

### 実業家
- 経沢香保子 - 実業家、トレンダーズ創業者
- 白井智子 - 社会起業家

### 文化人
- 大平志げ子 - 68・69代内閣総理大臣・大平正芳の妻
- 田中絵里緒 - 城南ママサポート代表、カウンセラー
- 北原怜子 - 社会奉仕家
- 室田尚子 - 音楽評論家
- 浅野素女 - フランス在住ジャーナリスト
- 飯島愛子 - フェミニスト
- 土橋靖子 - 書家
- 石橋慶子 - 著作家、元青年海外協力隊員
- 小林恵子 - マジシャン、エッセイスト

### 作家
- 乙骨淑子 - 児童文学作家
- 篠原一 - 小説家（在学中に文學界新人賞を最年少で受賞）
- 多田智満子 - 詩人、フランス文学者

### 歌手・女優 ・タレント
- 長島伸子 - ソプラノ歌手
- 東郷晴子 - 宝塚歌劇団卒業生・女優
- 野村昭子 - 女優
- 小甲登枝恵 - 元女優
- 貴家堂子 - 声優
- 水森亜土 - 歌手、女優、イラストレーター
- 菊川怜 - タレント、女優
- 楠城華子（旧芸名：六條華）- タレント、女優
- 吉川亜州香 - 女優、モーションアクター
- 八田亜矢子 - タレント ※公立中学校に転校
- 松江由紀子 - タレント
- 三浦奈保子 - タレント
- 東堂とも - タレント
- 松本有紗 - タレント
- 八ッ橋さい子 - AV女優、元地方公務員

### アナウンサー・気象予報士
- 黒崎めぐみ - NHK宇都宮放送局長・元アナウンサー
- 藤村由紀子 - フリーアナウンサー、元ミヤギテレビアナウンサー
- 繁田美貴 - テレビ東京アナウンサー
- 磯貝初奈 - セント・フォース所属の気象予報士、フリーアナウンサー、元中京テレビアナウンサー
- 荘司典子 - フリーアナウンサー、グリーンチャンネルキャスター
- 染井明希子 - ウェザーマップ所属の気象予報士、元北海道文化放送 (uhb) アナウンサー、元ホリプロアナウンス室所属フリーアナウンサー
- 橋詰尚子 - ライフビジネスウェザー所属の気象予報士